# António Borges Leal Corte Real
António Borges Leal Corte Real (Angra, 26 de fevereiro de 1801 — Angra, 7 de maio de 1865), 4.º e último morgado de Sant'Ana, rico morgado e grande proprietário, foi fidalgo cavaleiro da Casa Real, comendador da Ordem de Cristo e condecorado com a medalha n.º 7 das campanhas da liberdade. Aderiu à causa liberal, e como capitão do Batalhão de Caçadores Artilheiros da Vila da Praia, aderiu à revolução de 22 de junho de 1828, passando depois ao Batalhão de Voluntários da Rainha, com o qual participou na batalha de 11 de agosto de 1829.

## Biografia
Foi filho de José Borges Leal Corte Real (1775 — 1820), o 3.º morgado de Sant'Ana, e de sua esposa Joana Rita de Bettencourt de Vasconcelos e Lemos. Morgado, foi adepto do liberalismo e defensor da causa de D. Maria II, sendo condecorado com a medalha nº 7 das Campanhas da Liberdade. Fidalgo cavaleiro da Casa Real, por alvará de 22 de março de 1825, e comendador da Ordem de Cristo.
Em 1828 foi vogal do Conselho Militar de Justiça, criado em Angra pelas autoridades cartistas e em 1847 foi coronel comandante do Batalhão Nacional, por postura da Junta Governativa então estabelecida pelos revolucionários. Foi director interino da alfândega de Angra do Heroísmo, em 1856, e manteve uma acesa polémica com os jornais sobre a situação da delegação da alfândega de Praia da Vitória, acusando-a de contrabando e tomando medidas para a fechar. Sobre o assunto escreveu uma defesa que é hoje uma fonte inestimável para a história das alfândegas na Terceira.
Senhor do morgado de Sant'Anna era filho de José Borges Leal Corte-Real e de D. Joana Rita de Bettencourt. Devotado à causa liberal, e sendo capitão do Batalhão de Caçadores Artilheiros da Vila da Praia, aderiu à revolução de 1828, passando depois ao Batalhão de Voluntários. Assistiu à gloriosa Batalha de 11 de agosto de 1829, e foi, pelo general Conde de Vila Flor, encarregado de ir comunicar a Angra o resultado do primeiro ataque. Era fidalgo cavaleiro da Casa Real, comendador da Ordem de Cristo e condecorado com a Medalha n.º 7 das Campanhas da Liberdade. Faleceu aos 17 de maio de 1865.
Foi devotado à causa liberal, e sendo  capitão do Batalhão de Caçadores Artilheiros da Vila da Praia, aderiu à revolta liberal de Angra de 22 de junho de 1828, passando depois ao Batalhão de Voluntários da Rainha. 
Assistiu à gloriosa Batalha de 11 de Agosto de 1829, e foi, pelo Conde de Vila Flor, encarregado de ir comunicar a Angra do Heroísmo o resultado do primeiro ataque.
Casou com D. Ângela Sebastiana Borges Corte Real, de quem teve:
1. José Borges Leal Corte Real (1819 — 1903) casado por duas vezes, a 1ª com D. Francisca de Menezes da Fonseca Carvão e a 2ª com D. Rita Teotónia da Cunha Silveira de Bettencourt.
2. D. Maria Madalena Borges Leal Corte Real (1830 — 1907) casada com José de Menezes Camelo.